# Bilety Skarbu Wyzwolonej Polski
Bilety Skarbu Wyzwolonej Polski – drukowane w 1853 r. przez Komitet Centralny Polski z siedzibą w Londynie, bilety denominowane w złotych polskich w ramach funduszu – Skarb Wyzwolonej Polski.
Komitet Centralny Polski z siedzibą w Londynie, w celu finansowania Centralizacji Towarzystwa Demokratycznego Polskiego, ustanowił specjalny fundusz pod nazwą Skarb Wyzwolonej Polski. Pozyskanie potrzebnych kapitałów miało być dokonane za pomocą emisji biletów oprocentowanych na  5 procent. Bilety drukowano w Londynie w nominałach: 10, 25, 50 i 100 złotych polskich. Podawano na nich również ich równowartość w czterech obcych walutach:
- angielskiej
- francuskiej
- pruskiej
- włoskiej

Gwarantami biletów byli członkowie Komitetu Centralnego Polskiego w osobach:
- Stanisław Worcell
- Leon Zienkowicz
- Antoni Żabicki

Faksymilia tych osób umieszczono na samych biletach. Dodatkowym gwarantem tej emisji był Giuseppe Mazzini jako reprezentant Komitetu Centralnego Europejskiego – faksymile jego podpisu zostało również tam umieszczone.